# اتود در قرمز لاکی
اتود در قرمز لاکی یا مشاهدهٔ سرخ (به انگلیسی: A Study in Scarlet) رمانی جنایی نوشتهٔ سر آرتور کانن دویل است. این کتاب، اولین داستان از مجموعه داستان‌های کاراگاه انگلیسی شرلوک هولمز و دوست و دستیارش دکتر واتسون، و همچنین اولین کتابی بود که از کانن دویل به چاپ رسید.
این کتاب توسط مؤسسه وارد، لاک و شرکا در سالنامه کریسمس بیتن چاپ شد.

## پیش زمینه
آرتور کانن دویل در زمان نوشتن داستان در ساوت سی در جنوب انگلستان پزشک بود. البته وی از چند سال قبل از نوشتن اتود در قرمز لاکی، شروع به نوشتن کرده بود اما کمبود مراجعان در مطب و نیز علاقه وی به نوشتن، او را واداشت که یک رمان کوتاه بنویسد. نام این داستان ابتدا قرار بود «کلاف سر در گم» (Tangled Skin) باشد، اما در نهایت این نام برای آن انتخاب شد.
سر انجام این داستان در سالنامه کریسمس بیتن توسط وارد، لاک و شرکا در کریسمس سال ۱۸۸۷ میلادی چاپ شد و او جمعاً مبلغ ۲۵ لیره(پوند) بابت حق‌التالیف دریافت کرد. خود او در این باب گفته: «من هرگز حتی یک پنی دیگر هم بابت این داستان دریافت نکردم».

## طرح داستان

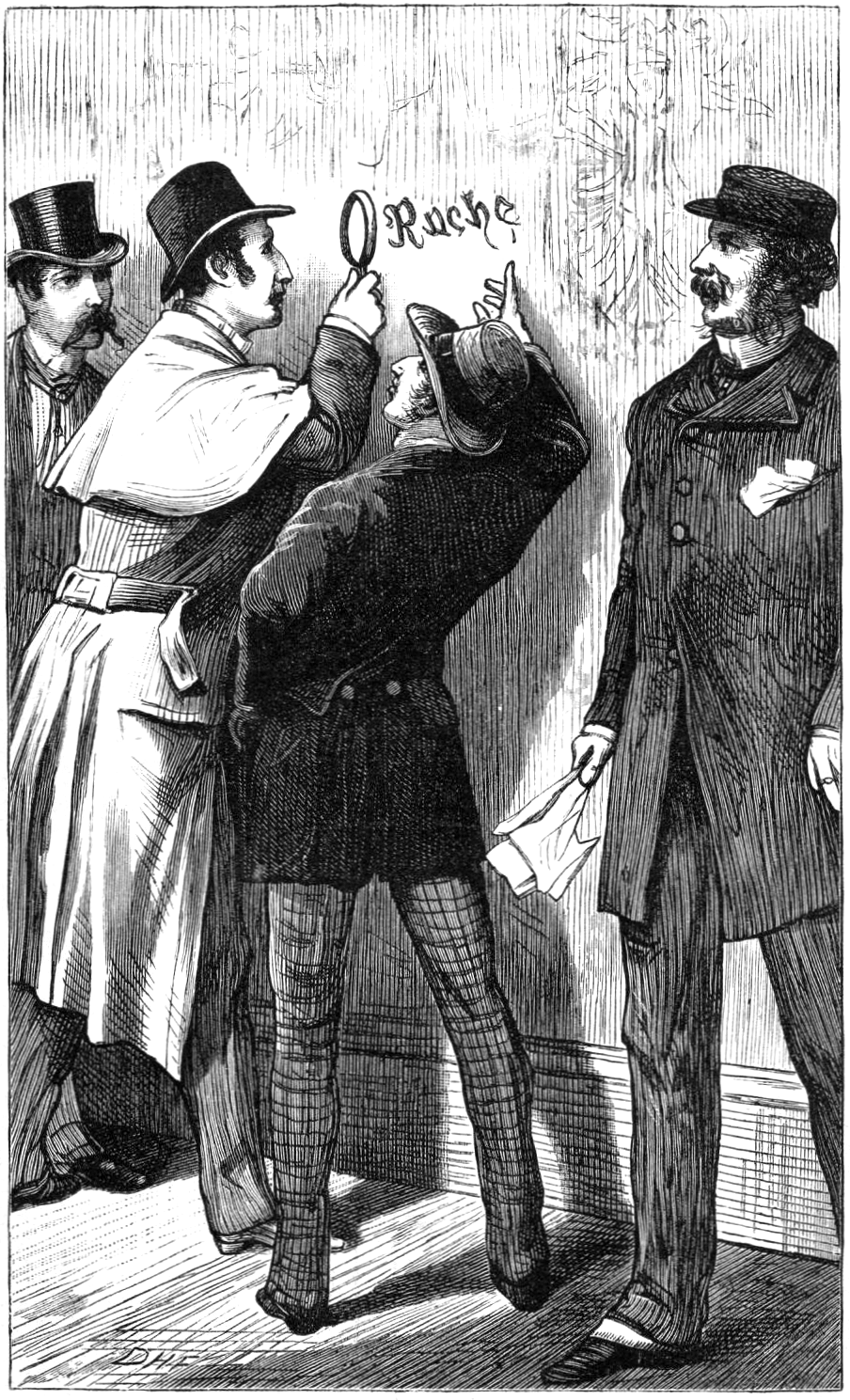
مؤسسه وارد، لاک و شرکا

داستان این کتاب به دو قسمت تقسیم می‌شود. در قسمت اول، ما طرح جنایت را در قالب خاطرات دکتر واتسون (از آشنایی او با هولمز تا حل راز جنایت) می‌خوانیم؛ و در قسمت دوم، نویسنده خود داستان را به گذشته‌ای دور می‌برد؛ تا انگیزهٔ جنایت و شخصیت قاتل بهتر توضیح داده شود. در آخر، یک موخره وجود دارد که در آن هولمز به واتسن می‌گوید چگونه توانسته قسمت‌هایی که در بخش دوم نوشته شده را بفهمد و قاتل را دستگیر کند.
طرح داستان دربارهٔ فردی نه چندان قابل احترام است که به قتل می‌رسد، و بعد از چند روز نیز فرد دیگری به قتل می‌رسد. کار شرلوک هولمز در این داستان این است که رابطهٔ دو قتل را پیدا کند؛ و قاتل را (که فردی عجیب با انگیزه‌ای فوق‌العاده قوی است) دستگیر کند.

## خلاصه داستان
دکتر واتسن که به تازگی از جنگ‌های افغانستان بازگشته و به دلیل وخامت حال به لندن سفر کرده، به دنبال هم‌خانه‌ای می‌گردد، شرلوک هولمز از طرف دوستش به واتسن پیشنهاد می‌شود و دکتر نیز به شرلوک علاقه‌مند می‌شود و در این میان قتلی عجیب به وقوع می‌پیوندد که کسی توانایی حل کردن این راز را ندارد، سرانجام قاتل که انگیزه او انتقام از مقتول‌های افراطی مسیحی که زمانی مظلوم بوده و سپس ظالم گشته و باعث مرگ معشوقه قاتل شده‌اند توسط شرلوک هولمز دستگیر می‌شود و پس از شرح داستان زندگی خود بر اساس بیماری قلبی قبل از جلسه دادگاه مرگ به سراغ او می‌آید.

## ترجمه فارسی
در برگردان عنوان این کتاب به فارسی، مژدهٔ دقیقی آن را اتود در قرمز لاکی ترجمه کرده است که همان‌طور که در مقدمه کتاب گفته است اولین بار توسط کریم امامی اینگونه ترجمه شده است.
ناشر فارسی کتاب "کتاب‌های کاراگاه"، وابسته به نشر هرمس است.